# 油飯

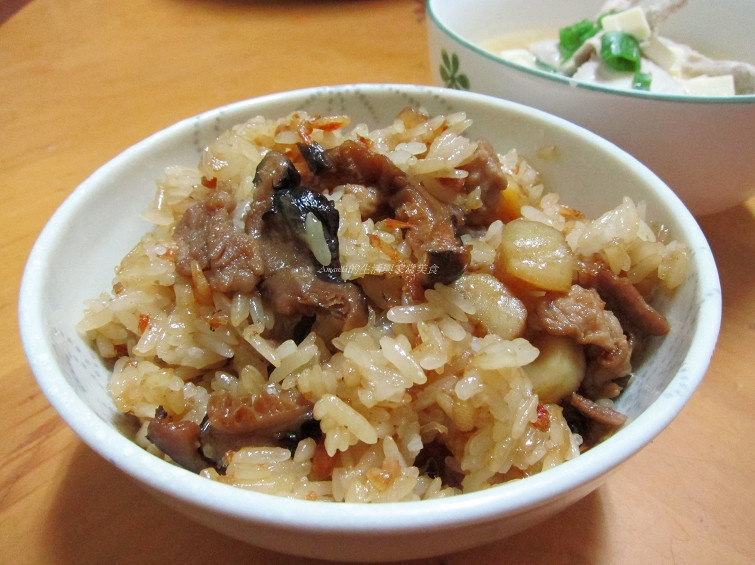
台湾における油飯

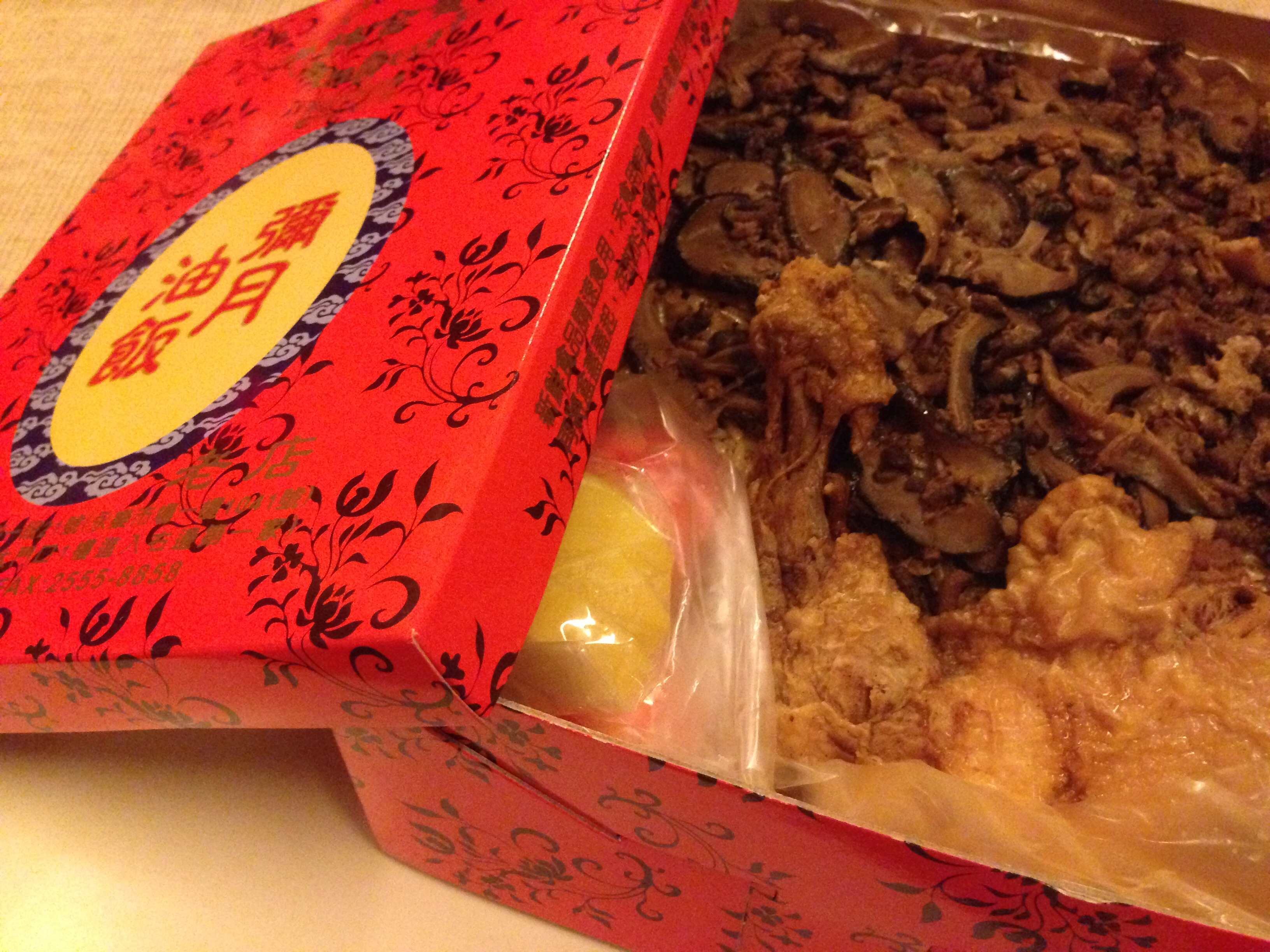
台湾における油飯

油飯 （中国語:yóufàn ㄧㄡˊ ㄈㄢˋ、ヨウファン、ユファン、台湾語：イウプン/ iû-pn̄g）は、 もち米から作られる台湾料理。油で炒めることから油飯と命名された。日本料理でいうところのおこわに近く、「台湾風おこわ」などの名称で呼ばれることもある。また、祝い事に欠かせないという点では日本における赤飯に似た位置づけとなる。

## 製法と風習
醤油、オイスターソース、ネギ、コリアンダーなどを材料とする。水に浸したもち米を豚肉およびシイタケのせん切り、ネギ、ニンニクなどと油で炒め、醤油やコショウで味付けしてから蒸して作られる。豚肉の代わりに鶏肉が用いられたり、筍などが加えられる場合もある。  。
台湾で日常的によく食べられており、台湾では出産後1ヶ月経った時の祝いの席である「禰月」で食す。出産を皆に知らせるときに麻油鶏と一緒に配布される。出生児が男だった場合は出産祝いの返礼として、油飯および赤色に染色されたゆで卵2つと調理した骨つき鶏もも肉、または簡易的に油飯のみを親戚などに配る風習がある。なお、21世紀では女児の場合と同様にクッキーなどを返礼に充てるケースも多い。
また、選挙の際には候補者が有権者に振る舞うこともある。朝食として食べる人も多く、料理は普通点心として提供される。